# Lynda Lacoste
Pour les articles homonymes, voir Lacoste.
Lynda Lacoste, de son vrai nom Lynda Heineman, née le 19 septembre 1966 à Adélaïde (Australie), est une actrice et animatrice de télévision australienne.

## Biographie

### Enfance et débuts
Lynda M. Heinemann, australienne d'origine allemande, est née à Adélaïde, la capitale de l'Australie-Méridionale. Elle participe à un concours de mannequinats en Australie qu'elle ne remporte pas, mais elle se fait remarquer par une directrice de casting qui l'emploie dans son agence. Alors qu'elle est en déplacement à Paris, elle passe un casting pour AB Productions.

### Comédienne à la télévision
Elle apparait à la télévision en 1992 où elle joue le rôle de Linda dans Hélène et les Garçons. Par la suite, elle jouera ce même rôle dans Premiers Baisers en 1994, Le Miracle de l'amour en 1995 et  Les Vacances de l'amour en 1996.
En 1994, Lynda Lacoste devient Helen dans la version américaine d'Hélène et les Garçons : Helen and the boys dont Rochelle Redfield reprit son rôle original. Néanmoins, le pilote de la série ne connait pas de suite faute de diffuseur intéressé Outre-Atlantique.
En 2003, elle joue dans la série télévisée de France 2 Lola, qui es-tu Lola ? aux côtés de Blandine Bury, Delphine Chanéac ou encore Séverine Ferrer.

### Animatrice à la télévision
Elle commence sa carrière d'animatrice en 1994 sur MCM, où elle présente l'émission Le Hit MCM et Le Hit des Clubs aux côtés de Miguel Derennes.
Sur cette même chaine, elle animera Le Mag de 1997 à 2001 où elle interviewera de grandes stars nationales ou internationales comme Mylène Farmer, Etienne Daho ou encore Elton John.
A la même période, elle co-anime plusieurs émissions émissions de divertissements en prime-time : Drôle de planète en 1997 sur TF1, la soirée de la Saint-Sylvestre en 1998  sur France 2 et Les Petits Princes 1999 en 2000 sur TF1.
Entre 2001 et 2004, elle anime plusieurs programmes sur Match TV et intervient comme chroniqueuse dans l'émission J'y étais de Frédéric Lopez.
En mai 2004, elle est jurée aux côtés de Cathy Guetta du concours de télé-réalité Sex Bomb qui a pour but de monter une troupe de chippendales,. Cette télé-réalité de 8 épisodes produite par Endemol était annoncée pour une diffusion à l'été 2004, puis à la rentrée 2004, mais n'a jamais été diffusée sur TF1. Durant cette période, elle est élue Fille de l'Ete 2004 par le magazine télévisée Télé 7 Jours.
En juin 2005, elle co-anime avec Bernard Montiel sur TMC le Festival de télévision de Monte-Carlo 2005.
En 2006, elle présente l'émission musicale Focus Hits sur M6 Music Hits.
Entre mars 2008 et 2009 , Lynda Lacoste officie sur IDF1, chaîne créée par Jean-Luc Azoulay. Elle coanime IDF1 Matin et IDF1 Midi avec Patrick Puydebat et Laure Guibert du lundi au samedi de 7h00 à 14h00. Par ailleurs, elle présente aussi une émission intitulée L'invité dans votre ville.
En novembre 2008, elle présente IDF1 Chez vous, une émission qui chaque semaine, met en lumière une ville d'Île-de-France. Lynda part à la rencontre de jeunes talents de la ville et en faisant découvrir aux téléspectateurs leur travail, leurs quartiers mais aussi leurs souvenirs.
Le 23 juin 2008, elle participe à une édition spéciale VIP du célèbre jeu Intervilles sur France 3. En 2009 et 2010, elle présente la version internationale d'Intervilles.

### Autres activités
Depuis les années 2010, Lynda Lacoste anime des événements professionnels pour des grands comptes en France et au Royaume-Uni.

### Vie privée
Elle a été mariée en 1992 à un avocat parisien, Thierry Lacoste, mais a divorcé. Depuis, elle vit avec Bruno Bensoussan, qu'elle a épousé le 18 août 2016, et avec lequel elle a eu un fils, James, né le 4 août 2007.

## Animatrice audiovisuelle

### Télévision
- 1994 - 1995 : Le Hit MCM, Le Hit des Clubs, co-animation avec Miguel Derennes - MCM
- 1997 : Drôle de planète, co-animation avec Daniela Lumbroso et Viktor Lazlo - TF1
- 1997 - 2001 : Le Mag, animatrice - MCM
- 1998 : La Nuit d'Halloween - M6
- 1998 : Tapis Rouge : Spécial Hits, co-animation avec Michel Drucker - France 2
- 2000 : Les Petits Princes 1999, co-animation avec Billy, Stéphane Bouillaud, Benjamin Castaldi, Emmanuelle Gaume, Frédéric Joly, Laurent Mariotte et Sophie Thalmann - TF1
- 2001 : Célébrités, chroniqueuse (remplacement Valérie Bénaïm)- TF1
- 2001 - 2004 : J'y étais, chroniqueuse- Match TV
- 2005 : Festival de télévision de Monte-Carlo 2005, co-animation avec Bernard Montiel - TMC
- 2006 : Focus Hits, animatrice - M6 Music Hits
- 2008 - 2009: IDF1 Matin, IDF1 Midi , co-animatrice avec Patrick Puydebat et Laure Guibert - IDF1
- 2008 - 2009: L'invité dans votre ville - IDF1
- 2009 - 2010: Intervilles - CCTV (chaine chinoise) et Channel 1 (chaine russe)

### Radio
- 2004 : On va s'gêner : chroniqueuse

## Théâtre
- 1999 : Le sexe faible  de Jean-Claude Brialy, avec Rosy Varte et Micheline Dax, Festival de Ramatuelle

## Filmographie

### Cinéma
- 2000 : BTK - Born to Kast : Le sergent américain

### Télévision
- 1992-1994 : Hélène et les Garçons : Linda
- 1994 : Premiers Baisers  : Linda
- 1995-1996 : Le Miracle de l'amour : Linda
- 1996 : Les Vacances de l'amour : Linda
- 2001 : H : La suédoise
- 2001 : Un gars, une fille (série télévisée) d'Isabelle Camus, épisode spécial Avec des gars et des filles célèbres : La princesse
- 2003 : Lola, qui es-tu Lola ? (série télévisée) : Kim
- 2006 : Léa Parker (saison 2), épisode Risque majeur : Vicky Courtenay
- 2009 : Comprendre et pardonner, épisode Un nouveau départ
- 2019 : Stu, My Name is Stu (série télévisée) : Becky